# クリスチャン4世 (デンマーク王)
クリスチャン4世（Christian IV, 1577年4月12日 - 1648年2月28日）は、デンマーク＝ノルウェーの王（在位：1588年 - 1648年）。一般には、北欧史上最長の60年間にわたって在位し善政を敷き、数多くの改革をおこなったデンマークの名君の一人と見なされている。しかし対外的には、三十年戦争の敗北等により国力の衰退をもたらし、北ヨーロッパにおけるデンマークの覇権は失われた。

## 生涯

### 治世初期

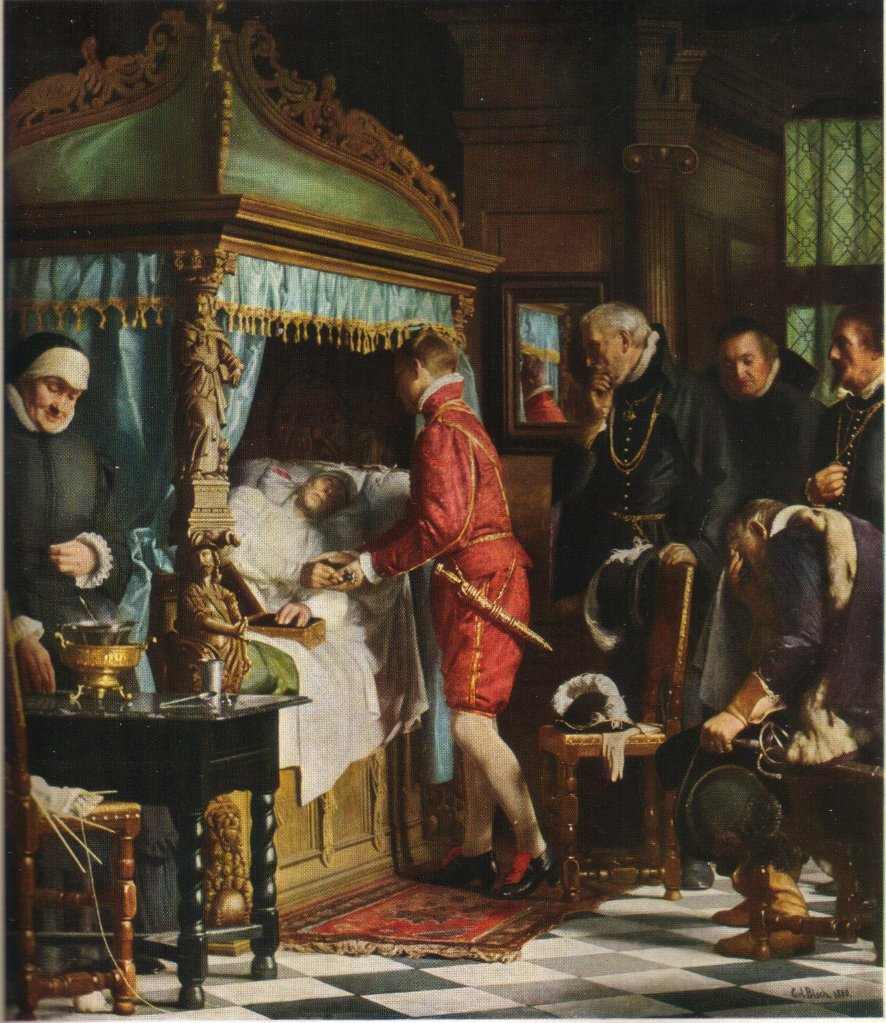
死の床の大法官ニールス・カースから、王冠・王錫の保管室の鍵を渡される17歳のクリスチャン4世

1577年、デンマークとノルウェーの王フレゼリク2世とゾフィー・フォン・メクレンブルクの息子として、フレゼリクスボー城に生まれる。カルマル同盟の王ハンスは母方の先祖にあたる。
1588年4月4日、父王の死に伴い王位を継承したが、いまだ11歳と幼いため、大法官のニールス・カースと枢密院が国政を取り仕切った。1596年8月17日に成人したことを宣言して戴冠式を挙行、親政を開始した。1597年11月30日、ブランデンブルク選帝侯ヨアヒム・フリードリヒの娘アンナ・カタリーナと結婚し、6人の子を儲ける。しかし結婚14年目にアンナ・カタリーナが没すると、その4年後に美しく若いクリステン・ムンクと内密に再婚した。クリステンとの間には12人の子を儲けたが、これが後にデンマーク王国に悲劇をもたらすこととなる。
クリスチャン4世は、宮廷生活をこなしつつ様々な国内改革を実施、国軍改革にも多くの力を注いでいる。オランダ人技術者の指導のもと新しい城塞をいくつも建設したほか、王立海軍の保有艦船は1596年の22隻から1610年には60隻に増え、いくつかの艦船は彼自身によってデザインもされた。一方で陸軍の編成には苦労が多く、主に傭兵に依存せざるを得ず、この大部分を王領の小作人から徴募した徴用兵で補っていた。

### 海外への関心
クリスチャンの多大な努力にもかかわらず、新しい経済プロジェクトは利益をもたらさなかった。彼は海外から新たな収入源を得ようとした。クリスチャン4世のデンマーク遠征は1605年から1607年にかけて行われた一連の航海で、グリーンランドと北極圏を探険して、失われたヴァイキングの東入植地を探し当ててデンマークの主権をグリーンランドに及ぼそうという試みだった。探険は不首尾に終わった。指揮官の経験不足は北極圏の過酷な気候と氷雪に対しては致命的だった。3回の航海で水先案内人を務めたのはイングランドの探検家、ジェームズ・ホールだった。さらに北アメリカへの探険が1619年に行われた。この探険はデンマーク＝ノルウェーの航海者で探検家のイェンス・マンクの指揮で行われた。北西航路の探索が目的で、ハドソン湾に到達し、チャーチル川の河口に上陸して、現在のチャーチル (マニトバ州)に拠点を築こうとした。しかし、寒気と飢えと壊血病で探検隊のほとんどが落命するという破滅的な結果に終わった。

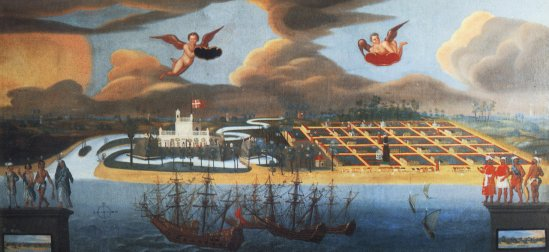
インドの南岸のトランケバル植民地

1618年、クリスチャンは提督オヴェ・ゲデに命じてデンマークの植民地をセイロンに建設させようとした。1618年に出帆した艦隊はセイロン島に到着するまでに2年を要し、乗員の半数以上を失った。1620年5月に現地に到着したが、セイロンでの植民地建設は失敗したしかしながら、タンジャーヴール（現在のタミル・ナードゥ州のタンジャーヴール）のナーヤカ(君主)が交易に興味を示し、交渉の結果条約が結ばれ、インドの南海岸にあるトランケバル（現タランガバディ）の村を譲り受け、そこに「石の家」（ダンスボー砦）を建設する権利と徴税権も得た。この条約は1620年11月20日に結ばれ、デンマークの最初のインドの拠点が設立された。クリスチャンはまた、デンマーク東インド会社も設立した。

### カルマル戦争

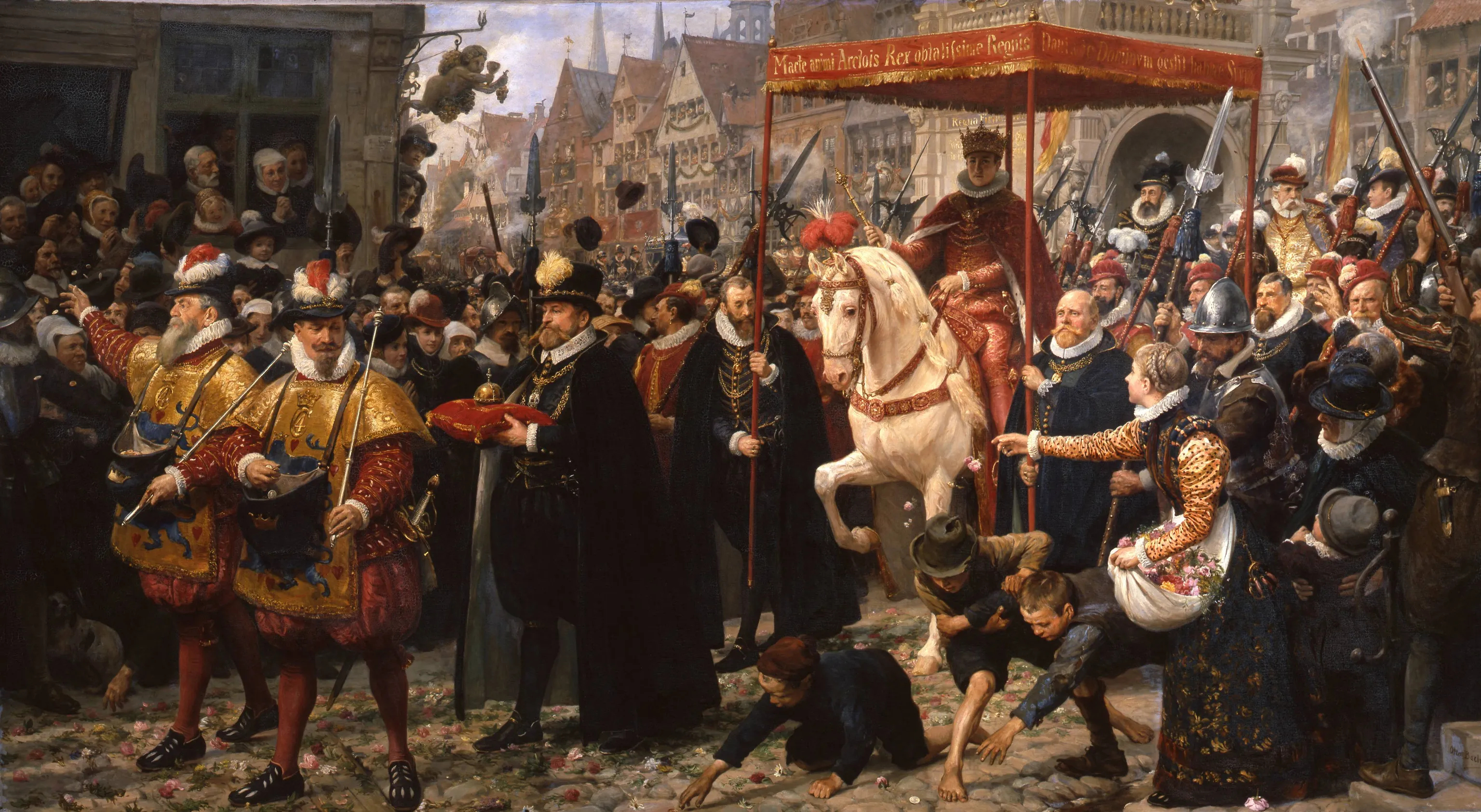
1596年のクリスチャン4世の戴冠式

クリスチャン4世の組織した陸軍は、最初の戦いでは華々しい成果を挙げた。デンマークは、1611年から1613年のスウェーデンとの戦争において勝利を収め（中心となる作戦がスウェーデンの東の砦、カルマルを攻略することだったので、この戦争は一般的にカルマル戦争として知られている）、クリスチャン4世はカルマルを攻略できなかったが、主要な要塞エルブズボルイとイェータ川河口を占領する事に成功した。
1613年1月20日のクネレド条約においてスウェーデン王グスタフ2世から全面的な譲歩を勝ち取った。この戦いは、クリスチャン4世が対スウェーデンで唯一、優位に立った戦争となったが、デンマークは、多額の賠償金を獲得する代わりに占領地を手放す事となった。
クリスチャン4世は次に、ドイツへ矛先を向ける。これには二つの目的があった。すなわち、一つはバルト海、北海の北の海の覇権を確実にするために、ドイツのエルベ川とヴェーザー川を掌握すること、もう一つは息子たちのために、分与資産（アパナージュ）としてブレーメンとフェルデンの2つの世俗支配の司教区を獲得することである。
クリスチャン4世は、三十年戦争序盤の1620年の白山の戦い後のプロテスタント勢力の混乱を巧く利用し、1621年9月に息子フレデリクにブレーメン司教区の補佐司教職を確保し、11月にはフェルデンでも同様の合意を獲得した。ハンブルクには、1621年7月にシュタインブルクの盟約によって、ホルシュタインへ対するデンマークの大君主の地位を承認させた。

### 三十年戦争

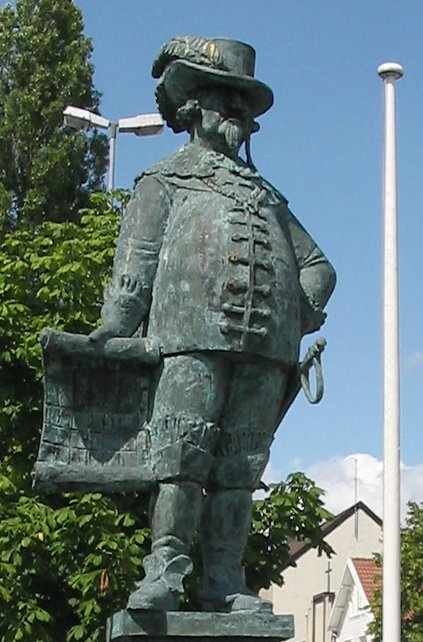
クリスチャンランド（現在はノルウェー領）のクリスチャン4世記念像

1623年以降、北ドイツにおけるカトリック勢力が優勢となると、クリスチャン4世は、純粋に政治的関心から三十年戦争への直接介入に誘い込まれていく。しばらくは介入を自重していたものの、フランスなど切羽詰まった西方勢力からの要請もあり、何よりもクリスチャン4世自身が、自分に代わってグスタフ2世がプロテスタントの盟主になるのではないかと恐れていたことから、他国との協力について十分な約束も取り付けないまま、神聖ローマ皇帝フェルディナント2世に対して参戦することになった（1624年の対ハプスブルク同盟では、イングランドの支援を受けたドイツの傭兵部隊との共闘となったが、グスタフ2世との確執から同盟諸国との連携はなく、実質的には単独介入となった）。
1625年5月9日、クリスチャン4世はデンマークを離れドイツに上陸、前線へ赴き1万9千から2万5千の兵を自ら指揮し、傭兵隊長エルンスト・フォン・マンスフェルトとクリスティアン・フォン・ブラウンシュヴァイク＝ヴォルフェンビュッテルと組んで緒戦ではまずまずの戦果を挙げた。しかし1626年に入ると指揮権を巡って対立し、3人は行動がバラバラの状態で帝国軍の各個撃破を狙ったが、クリスティアンはプロテスタント諸侯の誘致に失敗して6月16日に病死、マンスフェルトは4月25日のデッサウの戦いで皇帝側の将軍ヴァレンシュタインに大敗、壊滅状態となりハンガリーへ亡命、クリスチャン4世も8月27日、ルッターの戦いにて皇帝軍司令官ティリー伯に一敗地に塗れ、1627年の夏にはティリー伯とヴァレンシュタインに劫略の限りを尽くされ、神聖ローマ帝国におけるデンマークの公爵領とユトランド半島全域を占領されてしまう。
進退窮まったクリスチャン4世は、1628年1月1日、スウェーデンとの同盟を結成し、グスタフ2世から必要な場合には艦隊を援軍に送ってもらうという約束を取り付けた。ほどなく後、スウェーデン・デンマーク同盟の陸軍と艦隊は、シュトラールズントを包囲していたヴァレンシュタインを撤退させることに成功した。しかし、撤退したヴァレンシュタインに追撃しようとポメラニアへ上陸したが、待ち構えていたヴァレンシュタインの反撃に遭いヴォルガストの戦いで敗北、デンマークへ逃亡して和睦に切り替えた。
かくして、度重なる敗北にもかかわらず保持していた強力な海軍のおかげでデンマークは最大の危機を乗り切り、クリスチャン4世は領土を失うことなく1629年5月、フェルディナント2世とのリューベックの和約にこぎつけることができた。しかし、三十年戦争におけるデンマーク戦争の劣勢によって、デンマークの栄光に陰りをもたらすのである。

### 後宮のスキャンダルと外国への野心
クリスチャン4世は今や失意の中にあり、度重なる不運のために一時的に絶望感に苛まれていた。政治的希望ばかりではなく、家庭の幸せまでもを失っていたのである。1628年に彼は、夫人クリステン・ムンクとあるドイツ人役人との密通に気づきクリステンを追い出すと、クリステンはかつて侍女であったヴィベケ・クルゼと夫との間の密通を黙認することで、自身の不名誉を覆い隠そうとした。しかし1630年1月、破局は決定的となり、クリステンはユトランドの邸宅に隠棲した。一方、クリスチャン4世はヴィベケを公然と愛人として認め、彼女との間にも多くの子供を儲けた。通説によれば、クリスチャン4世には認知・非認知あわせて、少なくとも26人の子がいたと言われる。
ヴィベケの産んだ子供たちは、必然的にクリステンの産んだ子供たちの天敵となり、両者間の憎悪は、その後のデンマークの歴史に影を落とすことになる。しかし1629年から1643年の時点では、再びデンマークの外交政策を手中に取り戻し、エーレスンド海峡通行料徴収権を獲得するなど、クリスチャン4世は国内の人気と影響力を増大させていた。そしてこの時期末期には、義理の息子にあたるコルフィッツ・ウルフェルトとハンニバル・ゼヘシュテットの助力を得て、一層の勢力増大を図るようになり、この2人の宮廷内での権力が目立つようになる。
不遇な時期にあっても、クリスチャン4世は常に挽回の機会を窺っていた。加えて1629年から1643年の間のヨーロッパはちょうど、野心ある政治家には無限の可能性があるかにみえる情勢となっていた。しかし、クリスチャン4世は指導者として長けてはいなかったし、一貫した政治的定見を持っているわけでもなかった。そのため彼は、結局は彼の最大の敵となってしまうスウェーデンと友好関係を結ぶわけでもなく、明確な反スウェーデン包囲網を構築して防御体制を整えようとするわけでもなかった。
1632年にグスタフ2世がリュッツェンの戦い戦死すると、皇帝側と和解してドイツにおけるスウェーデンの影響力を低下させようとし、実際にわずかながら優位を勝ち取った。しかし、彼のこういったスカンジナビア政策があまりにはっきりしない苛立たしいものであったがために、スウェーデンの指導者たちは、デンマークとの戦争は時間の問題と考えるようになっていった。そして1643年の春、ついにスウェーデンは動き出す。

### スウェーデンとの戦い

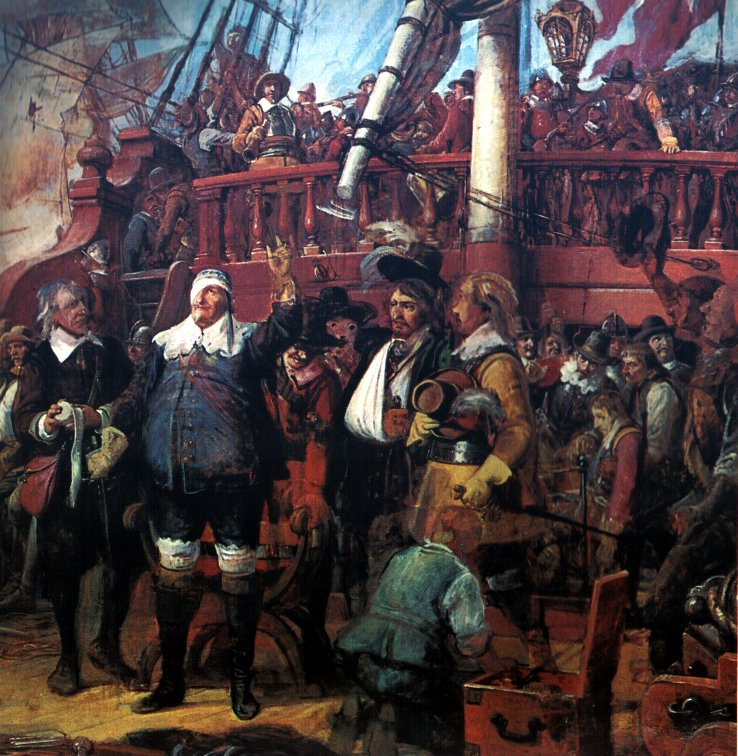
片眼を失いながらもスウェーデンとの戦いを指揮するクリスチャン4世

スウェーデンはその頃、三十年戦争による獲得領地のおかげで、デンマークを東方からだけでなく南方からも攻撃できる状況にあった。オランダとの同盟によって海上での安全も保証されており、デンマークを攻撃すれば、デンマークが和平交渉に乗じてスウェーデンに不利益を被らせることを阻止できると考えられた。スウェーデン枢密院は5月に戦争を決定し、12月12日にスウェーデンの陸軍元帥レンナート・トルステンソンはボヘミアから進軍し、デンマークの南の国境を越え、1644年の1月末までにはユトランド半島全域を占領した。このまったく予想外の攻撃は、最初から最後まで完璧かつ電光石火に遂行され、デンマーク全土を茫然自失に陥れた。とはいえ、クリスチャン4世の臣民にとっては幸いなことに、混乱と四面楚歌の状況にあっても、クリスチャン4世は自分の責務を知りそれを果たす勇気を有していた。
66歳という高齢にありながら、クリスチャン4世は今一度、青春期の溢れ出る精気の片鱗を見せながら、日夜、陸軍の徴募と海軍の装備に努めた。彼にとって幸いにも、スウェーデンはスコーネでの交戦を1644年2月まで遅らせたため、その間にデンマーク側は防御準備を充分に整え、マルメの重要な要塞を守ることができた。一方トルステンソンは、艦船の不足によりユトランド半島からフュン島へ横断することができずにおり、トルステンソンヘ差し向けられたオランダ艦隊の援軍も、シュレースヴィヒ西岸のズュルト島とレーメ島の間でデンマークの提督艦隊によって撃破された。トルステンソン軍は、スウェーデンの大艦隊でデンマークの島嶼部へ渡ろうと再度試みたが、これは1644年7月1日にクリスチャン4世自身によって阻まれた。

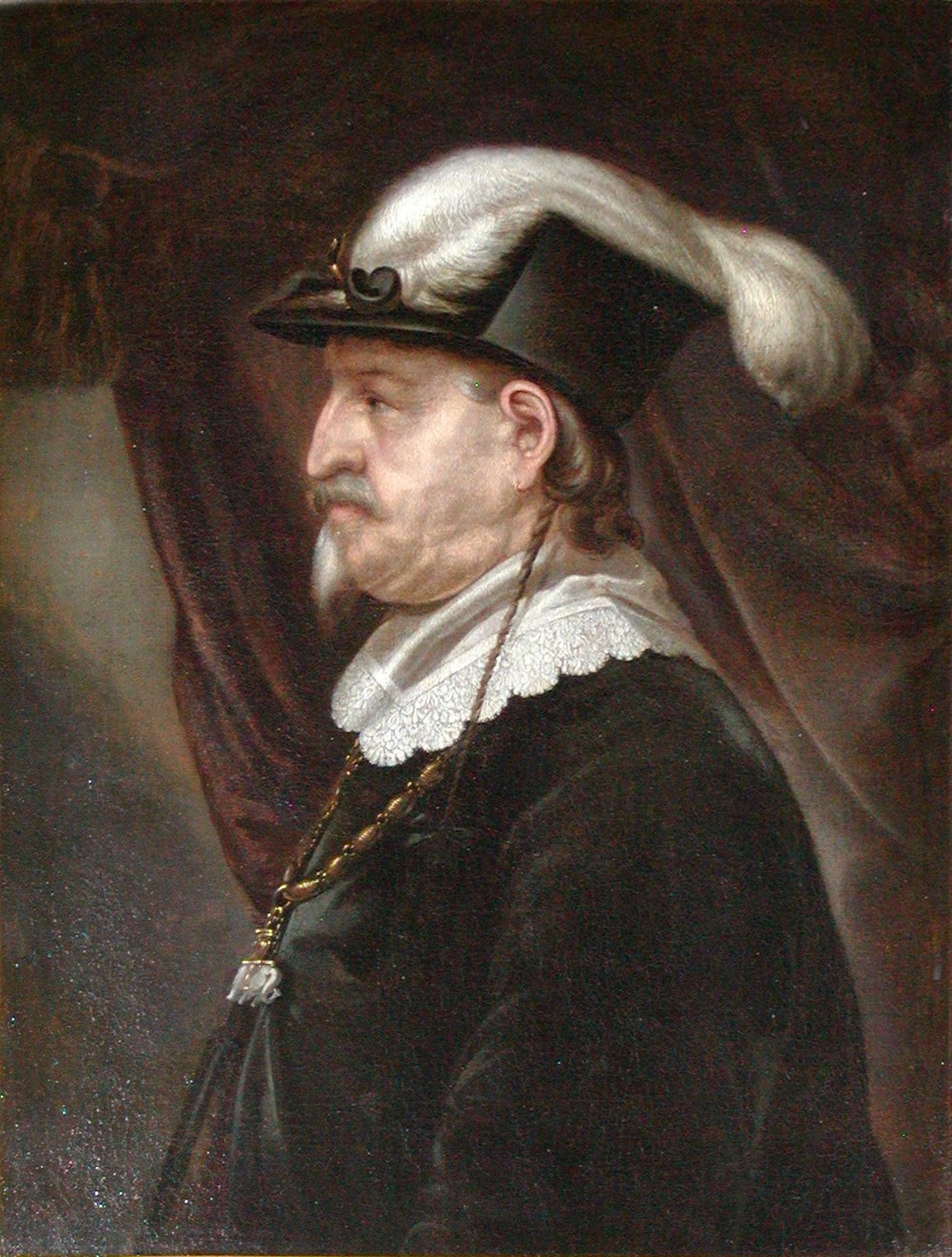
晩年のクリスチャン4世

この日、キール湾南東に位置するコルベルゲ・ヒース（Kolberge Heath）沿岸で遭遇した2隻の戦艦の間で交わされた戦いでクリスチャン4世が示した勇姿は、彼をデンマーク国民が永遠に記憶し、その名を歌と物語で語り継がせるものとなった。クリスチャン4世が戦艦「三位一体号」の後甲板に立っていたとき、スウェーデン軍の砲弾により傍らの一門の大砲が爆発し、クリスチャン4世は飛び散った木と金属の破片により13箇所の傷を負い、片目を失明し、甲板上へと吹き飛ばされた。しかし、彼はすぐさま立ち上がって、大声で自分は無事であると叫び、戦闘終了まで甲板に留まって、全軍にあるべき姿を示したのだった。そしてついに暗闇が訪れて両艦隊は戦闘を中断した。戦いそのものには決着がつかなかったが、デンマーク艦隊はスウェーデン艦隊をキール湾に封鎖し、その優位を示したのであった。
しかし最終的にはスウェーデン艦隊は脱出に成功し、9月末にはフェーマルン島とロラン島のあいだで繰り広げられた激しい戦いにおいてデンマーク艦隊はスウェーデン・ネーデルラント連合海軍により全滅させられたため、デンマーク軍の力は大きく削がれ、クリスチャン4世はフランス王国およびネーデルラント連邦共和国からの調停に応じざるを得なくなった。1645年2月8日、「ブレムセブルー条約」によって和平が締結され、デンマークはゴトランド島、エーゼル島、ハッランド（30年間の期限付き）を、ノルウェーはイェムトランド地方及びヘリエダーレン地方を失った。ドイツにおいてもブレーメン及びフェルデン両司教区を失うこととなった（1648年のヴェストファーレン条約で、両司教区をスウェーデンが取得した）。
この結果、デンマークはバルト海の制海権をスウェーデンに奪われる事となり、事実上、ヨーロッパの小国に追いやられたのである。しかもこの後、バルト帝国に君臨したスウェーデンによって、亡国の憂き目に遭わされると言う屈辱まで味わうこととなる。なお、この一連の戦争はデンマークではトルステンソン戦争と呼ばれている。

### 晩年と遺産
クリスチャン4世の晩年は、義理の息子たち、なかでももっとも野心的であったコルフィッツ・ウルフェルトとの間に繰り広げられた醜い争いによって一層苦いものとなった。1648年2月21日、たっての願いによりフレデリクスボー城から愛するコペンハーゲンへと移されたクリスチャン4世は、一週間後の28日に70年の生涯を閉じた。亡骸はロスキレ大聖堂へ埋葬された。
クリスチャン4世は語学に堪能で、母語の他にドイツ語、ラテン語、フランス語、イタリア語をよくした。生来明るく、人付き合いのよい性格で、まわりに多くの人が集まるのを好んだ。しかし彼には感情的で、短気な側面もあった。勇気と強い責任感にあふれ、仕事を愛し、生まれながらの改革者にふさわしい、強い好奇心と創造欲も兼ね備えていた。そして、色恋であれ野心であれ、自身の願いをかなえることが常に彼の最優先事項であった。若き全盛期には、前に立ちはだかるあらゆる障壁を気概と冒険心で乗り越えていった。しかし中年期以降は、自制心の欠如の苦い報いを受けることとなり、晩年は疲れ果て、失意のうちに死を迎えた。

### 建設事業

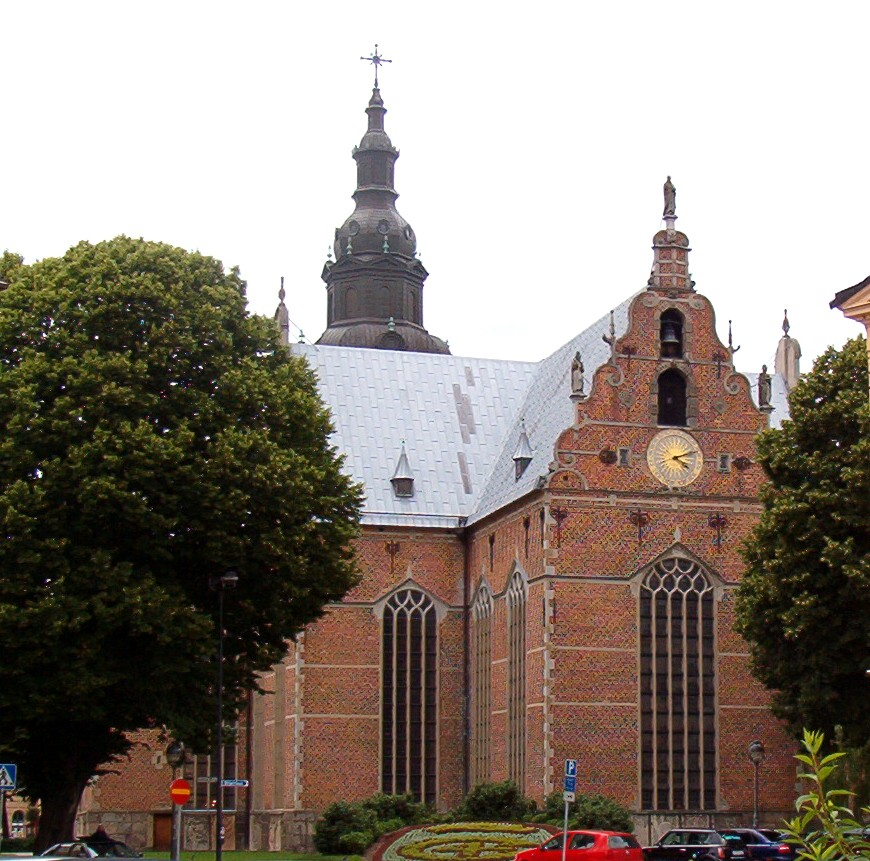
クリスチャンスタード（現在はスウェーデン領）の聖三位一体教会

クリスチャン4世は領土内に多くの都市や建造物を築いた。その中には、クリスチャンシャオン（コペンハーゲン中心部）、クリスチャニア（現オスロ、火災で壊滅したもとあった街の上に建設）、グリュックシュタット（現ドイツ、ハンブルクに対抗する街として建設）、クリスチャンスタード（スコーネ）、クリスチャンサン（ノルウェー）が含まれる。また短命に終わったものの、キール近くのシュレースヴィヒに建設されたクリスチャンプリスやスウェーデン国境に近いクリスチャンノープルもある。
また、工業目的としては、銀鉱としてノルウェーのコングスベルグ（Kongsberg）、銅鉱としてレーロース、精銅所としてシュレースヴィヒにクプファーミューレ（Kupfermühle）を建設した。
クリスチャン4世が建造させた建物の中でもっとも有名なものには、展望台「ラウンド・タワー」（Rundetårn）、証券取引所「ブアセン」、「カステレット」、大学寮「Regensen」、ローゼンボー城、「ニュボーダー」（Nyboder）、「海軍教会」（Holmens Kirke）、「王立造兵廠」（現デンマーク王立武器庫博物館）と隣接する「Proviantgården (英語版)」(元軍港施設・現国立公文書館読書室)、醸造所、（以上、いずれもコペンハーゲン）、2つの三位一体教会（コペンハーゲンのTrinitatis Kirkeと現クリスチャンスタードのHeliga Trefaldighetskyrkan）がある。またクリスチャン4世はフレデリクスボー城をルネサンス宮殿に改造し、クロンボー城をほとんど完全に城塞へ改造した。
デンマークの王室歌「クリスチャン王は高き帆柱の傍に立ちて」の登場人物となっており、またヨハン・ルズヴィ・ヘイベアの国民的劇作品『妖精の丘』（Elverhøj）の主人公ともなっている。

## 子女
最初の妻アンナ・カタリーナ王妃との間には6人の子女をもうけたが、1612年に死別した。
- フレゼリク（1599年）
- クリスチャン（1603年 - 1647年） - 王太子
- ソフィーエ（1605年）
- エリサベト（1606年 - 1608年）
- フレゼリク3世（1609年 - 1670年）
- ウルリク（1611年 - 1633年）

クリスチャン4世は1615年にキアステン・ムンクと貴賤結婚し、ムンクと彼女との間に生まれた子供はシュレースヴィヒ＝ホルシュタイン伯爵（夫人）の称号が与えられた。ムンクは12人（うち名前のない子供が2人）の子供を産んだが、最後に産んだドロテア・エリサベトはクリスチャン4世の実子ではないと噂されていた。
- アンナ・エリサベト（1618年 - 1633年）
- ソフィーエ・エリサベト（1619年 - 1657年） - クリスティアン・フォン・ペンツ（de）と結婚
- レオノーラ・クリスティーナ（1621年 - 1698年） - コルフィッツ・ウルフェルトと結婚
- ヴァルデマー・クリスチャン（1622年 - 1656年）
- エリサベト・アウグスタ（1623年 - 1677年） - ハンス・リンデノウと結婚
- フレゼリク・クリスチャン（1625年 - 1627年）
- クリスティアーネ（1626年 - 1670年） - ハンニバル・セヘステッドと結婚
- ヘゼヴィ（1626年 - 1678年） - エベ・ウルフェルトと結婚
- マリア・カタリーナ（1628年）
- ドロテア・エリサベト（1629年 - 1687年）

キアステン・マッツダッターとの間に庶子を1人もうけた。
- クリスチャン・ウルリク・ギルデンレーヴェ（1611年 - 1640年）

カーアン・アナスダッターとの間に庶子を2人もうけた。
- ドロテア・エリサベト・クリスチャンダッター（1613年 - 1615年）
- ハンス・ウルリク・ギルデンレーヴェ（1615年 - 1645年）

ヴィベケ・クルーセとの間に庶子を2人もうけた。
- ウルリク・クリスチャン・ギルデンレーヴェ（1630年 - 1658年）
- エリサベト・ソフィア（1633年 - 1654年） - クラウス・アーレフェルドと結婚